# Garrulaxe de Courtois
Pterorhinus courtoisi
Espèce
Statut de conservation UICN

 CR C2a(i,ii) : 
En danger critique
Le Garrulaxe de Courtois (Pterorhinus courtoisi) est une espèce de passereaux de la famille des Leiothrichidae.
Son nom est attribué au missionnaire et naturaliste Frédéric Courtois (1860–1929).

## Description
Il a un plumage vert olive avec l'extrémité des rémiges bleu gris, le dessus de la tête et la nuque bleu azur. La face est bleu foncé, la gorge jaune, et le ventre vert jaune. Il possède un bec court et pointu bleuté. Il pèse une centaine de grammes.

## Aire de répartition
Il vit en colonies dans le sud-est de la Chine dans les forêts de montagne du Jiangxi.

## Longévité
Sa longévité est estimée à 15 ans.

## Reproduction
La période de reproduction s'étale d'avril à juillet.

## Alimentation
Il se nourrit de fruits, baies, vers, graines et d'insectes.

## Préservation de l'espèce
En 2011, il en restait à l'état sauvage environ 250 individus repérés dans cinq sites de reproduction dont les alentours de la rivière Lean, district du Xian de Wuyuan (Jiangxi). L'espèce est classée en danger critique d'extinction à la suite des nombreux prélèvements opérés dans leur milieu naturel pour le commerce des oiseaux de cage en Europe et à la disparition progressive de celui-ci à la suite de l'urbanisation. Selon le réseau de parcs zoologiques ISIS, en 2010 il y aurait environ 120 individus détenus en captivité dans des volières (Europe, États Unis). He Fen-qi,  professeur de l'institut de zoologie de Pékin, coordonne le programme de sauvegarde du Garrulaxe de Courtois au Wuyuan.

## Taxinomie
Avant 2006, l'espèce faisait partie de l'espèce Garrulaxe à gorge jaune (Pterorhinus galbanus).
Suivant les travaux de Collar (2006), le Congrès ornithologique international l'élève au rang d'espèce à part entière. Elle est constituée de deux sous-espèces Garrulax courtoisi courtoisi et Garrulax courtoisi simanoensis.